# سانت رايموند
سانت رايموند (بالإنجليزية: Saint Raymond)‏ هو مغن مؤلف بريطاني، ولد في 30 مارس 1995 في نوتنغهام في المملكة المتحدة.

## وصلات خارجية
- سانت رايموند على موقع IMDb (الإنجليزية)
- سانت رايموند على موقع ميوزك برينز (الإنجليزية)
- سانت رايموند على موقع أول ميوزيك (الإنجليزية)
- سانت رايموند على موقع ديسكوغز (الإنجليزية)